# Hyperolius steindachneri
Hyperolius steindachneri és una espècie de granota de la família dels hiperòlids que viu a Angola, República Democràtica del Congo i Zàmbia.